# Дочо Узунов
Дочо (Дончо) Узунов е български анархист от първата половина на ХХ век. Обявен е за обществен враг и подложен на междудържавно издирване след обвинения в криминални престъпления по политически подбуди.

## Биография
Бащата на Дочо Узунов е опълченец, а самият той е израснал в Ловеч и изкарвал хляба си, като се занимавал с поправки на велосипеди и ловни пушки. Поради това, че помагал на нелегални политически дейци, бил арестуван и бил вкаран в затвора. Благодарение на необикновената си сила и физическа издръжливост успял да избяга през 1926 г., събрал се със съмишленици – противници на Демократическия сговор и започнал да се занимава с бунтовна и терористична дейност.
В продължение на четири години бандата устройвала засади в Ловешка, Троянска, Севлиевска, Тетевенска и Луковитска околия. На 23 октомври 1929 г. по пътя между Сухиндол и Севлиево бандата след импровизиран съдебен процес убила трима членове на Севлиевския околийски съд. Убитите са Йонко Гунчев (председател), Георги Манчев (прокурор) и Енчо Дочев (член съдия). Въпреки взетите от полицията мерки, извършителите на престъплението се изтеглили в Сърбия. Българското правителство настояло пред сръбското за екстрадирането им, но това не станало. Съдът осъдил Дочо Узунов задочно на смърт.
През лятото на 1925 г. заедно с Тинко Симов се включва в четата Васил Попов – Героя. През есента на 1926 г. четата е разгромена от полицията, а оцелелите бягат в Югославия. В началото на 1928 г. Дочо Узунов и Тинко Симов, ненадейно са обкръжени в яташката къща на Васил Кърпелски в махала Попишка (днес квартал на Троян). След завързалата се ожесточена престрелка двамата се изплъзват невредими от засадата. Без да имат доказателства за измяна, за назидание на останалите селяни, още на другия ден провеждат наказателна акция. Опожаряват дома на укривателя си и убиват жена му.
През 1929 г. деветчленна банда на Дочо Узунов се завръща в България и се появяват сведения за предполагаемо нападение на бързия влак София-Варна. Според информации от периода, бандата е сформирана, въоръжена и финасирана от Югославия.
По следствени данни, цитирани в пресата, през есента на 1930 г. Дочо Узунов е в Пирот, Югославия, откъдето прави безуспешни опити да премине в България. През Гърция, той стига до Цариград, където възнамерява да извърши атентат срещу българското царско семейство, преминаващо оттам след посещение в Италия. Под фалшива самоличност, Узунов достига до Марсилия, Франция. Вероятно загубил политическата и финасова подкрепа, там той е арестуван по нареждане на българския генерален консул Коста Списаревски, а френското правителство се съгласява да го предаде на българските органи на реда. Преди екстрадицията му, Узунов е задържан в затвора Сен Пиер в Марсилия, като на 13 юни 1931 г. е регистриран един безуспешен негов опит за бягство. Правителството на Демократическия сговор бърза да доведе непопулярния Дочо Узунов в България и да използва ареста му в своята предизборна кампания, като полага усилия да докаже на френската власт, че Узунов и заловения заедно с него Боян Георгиев не са преследвани по политически причини, а във връзка с криминални прояви.
Налице са сведения, че по време на опита за преврат през 1935 Дочо Узунов отново навлиза в България начело на чета от югославска територия, като преди това се присъединява към заговора на Дамян Велчев.
През 1936 е заведено дело срещу държавата от Панайот Попов относно неизплатена награда за спомагане залавянето на анархистите Дочо Узунов и Боян Георгиев.
След задържането във Франция Дочо Узунов и Боян Георгиев са освободени, но са задължени да напуснат страната. Българските тайни служби се опитват неуспешно да им открият следите из цяла Европа. Според някои данни, Дочо Узунов иска политическо убежище в СССР, но му бива отказано. Последната версия е, че стига до Испания, където загива като интербригадист.